# لاري باتلر (لاعب دارت)
لاري باتلر (بالإنجليزية: Larry Butler)‏ هو لاعب دارت أمريكي، ولد في 21 يوليو 1957 في الولايات المتحدة.

## وصلات خارجية
- لاري باتلر على موقع DartsDatabase.co.uk (الإنجليزية)